# MD1
El Ministerio de Defensa 1 (MD1), también conocido como "La tienda de juguetes de Churchill" (en inglés: Churchill's Toyshop), fue una organización británica durante la Segunda Guerra Mundial que se encargaba de la investigación y desarrollo de armas. Sus dos figura clave fueron el mayor Millis Jefferis y el inventor Stuart Macrae antiguo editor de la revista científica Armchair Science.    

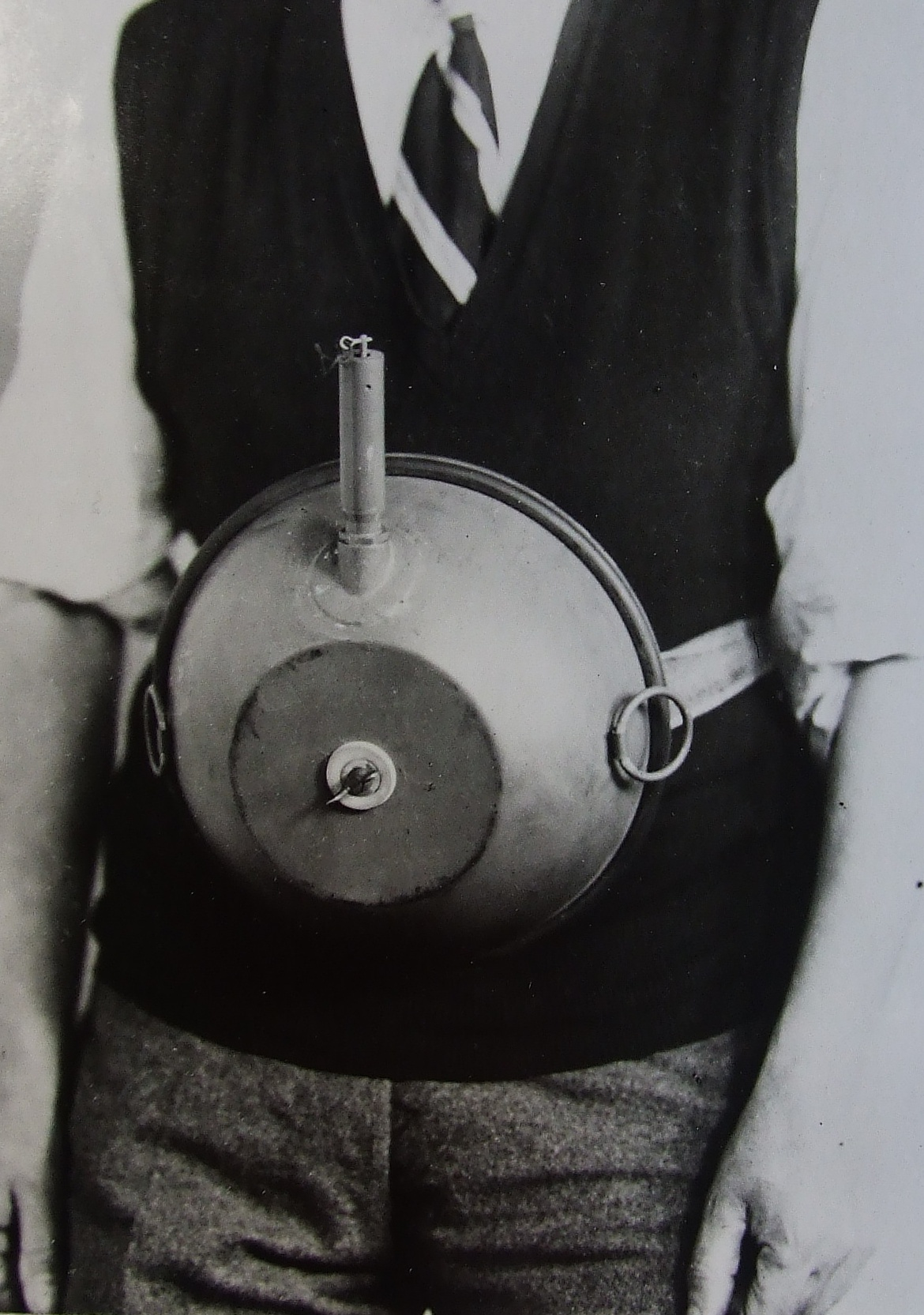
Una primigenia versión de la mina lapa con un plato de sujeción que se adaptaba al cuerpo del buzo.

## Historia
MD1 nació en el Military Intelligence Research (MIR), un departamento de la Oficina de Guerra británica creado en 1939 bajo el mando del teniente corone Joe Holland perteneciente al cuerpo de Ingenieros reales. Holland se trajo a Jefferis, también perteneciente al cuerpo de ingenieros, experto en explosivos y con experiencia en la India, como segundo al mando y lo puso a la cabeza del MIR(c), una división del MIR especializada en la guerra de guerrillas. Al necesitar especialistas en magnetismo, Jefferis contactó con Macrae, en un principio como un contratista externo, pero más tarde, le asignó un rango militar y Macrae sirvió como su lugarteniente. Entre ambos produjeron la Mina lapa, un explosivo de tiempo que podía pegarse bajo la línea de flotación de los barcos.
MIR(c) comenzó en una habitación de la Oficina de Guerra en Londres, pero tras un ataque aéreo, se requisó una gran casa de campo en Whitchurch situada cerca de Chequers y por tanto también cerca del primer ministro. En este lugar se  instalaron sus despachos y talleres y allí desarrollaron algunas municiones que también, en cierta medida, las fabricaron.
Durante la llamada "Guerra de broma", al MIR(c) se le encargó el desarrollo de las minas flotantes necesarias para llevar a cabo la Operación Marina Real planeada por Churchill. La operación consistía en interrumpir el transporte fluvial de los alemanes lanzando las minas desde aviones a los ríos para destruir puentes, embarcaciones y limitar su libertad de navegación. Churchill alabó la labor de Millis Jefferis y recomendó personalmente su ascenso. Jefferis fue ascendido a Teniente-coronel y  Macrae a Mayor.
Más tarde el MIR fue integrado con otros departamentos para formar el Special Operations Executive (SOE), pero el MIR(c) en lugar de eso, se convirtió en un departamento del Ministerio de Defensa, el MD1, bajo las órdenes directas de Churchill, el cual era Ministro de Defensa. También, como Primer Lord del Tesoro, Churchill les proveía de fondos. Churchill, el profesor Lindemann y el General Ismay (Jefe científico de Churchill y consejero militar, respectivamente) protegerían al MD1 del Ministerio de abastecimientos y del Departamento de suministros cuyas competencias a menudo chocaban. El Ministerio de abastecimientos  desempañaba las labores de administración, pero el Gabinete de guerra era quien tenía el control del MD1. Dentro de los mandos del MD1 se incluyó a Stewart Blacker traído después de conocerse su invento personal, la Bombarda Blacker y fue integrado como oficial de desarrollo.

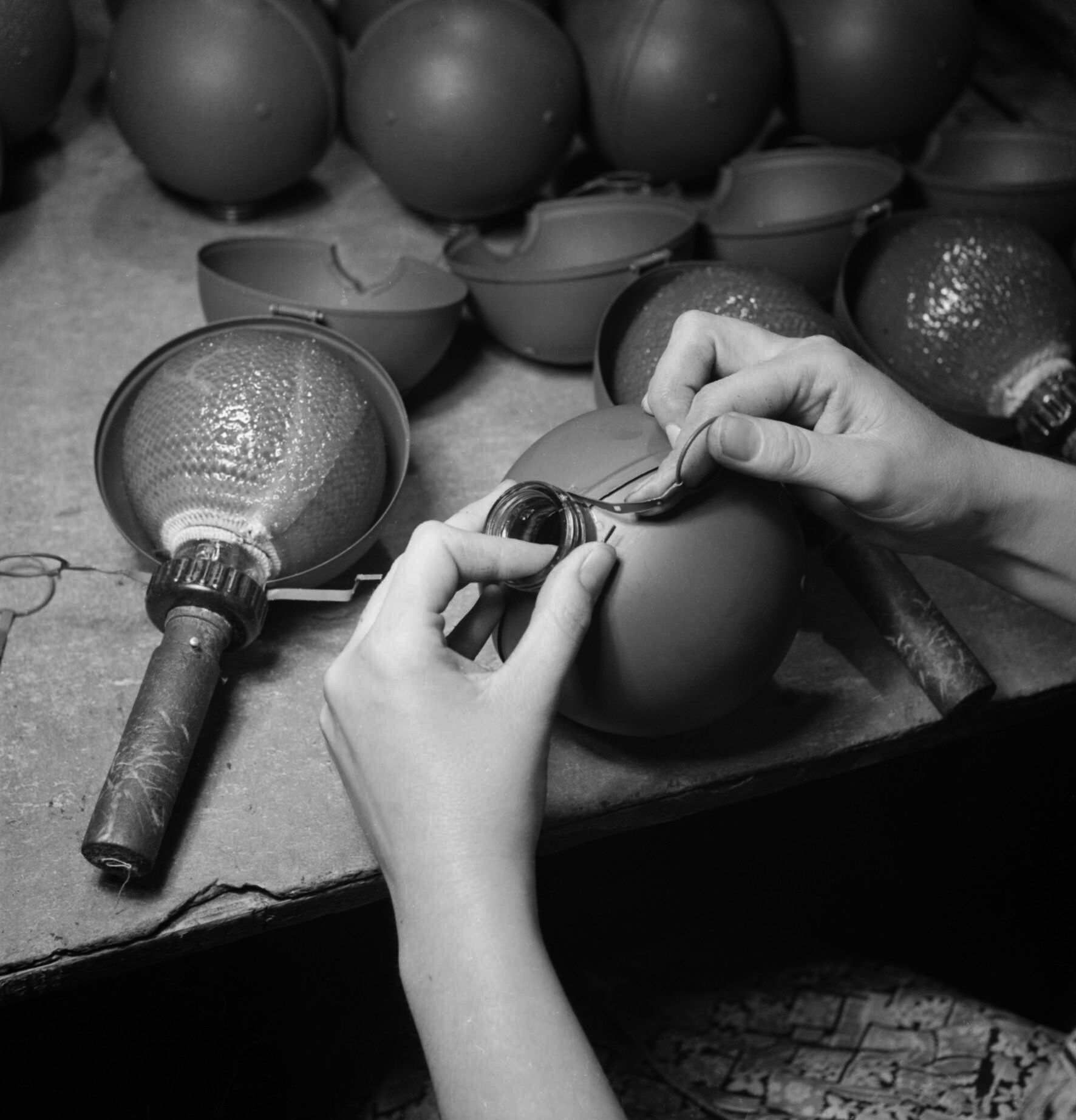
Fabricación de Bombas adhesivas.

Lápiz de tiempo. Tipo de espoleta también conocida como "interruptor". En la imagen el "Interruptor N.º 10".

Con el fin de la guerra y la salida de Churchill de la Oficina de guerra, el MD1 fue absorbido por el Ministerio de abastecimientos y sus investigaciones en armamento se establecieron en Fort Haldane teniendo como resultado su disolución. Toda su maquinaria de producción fue enviada a un centro para su reutilización o desguace. Jefferis, por su parte, recibió un nombramiento en la Armada Pakistaní. Macrae sintió aquello como un acto de venganza por las antiguas disputas entre departamentos.

## Invenciones
- Bomba adhesiva: Arma antitanque formada por un armazón metálico que cubría una esfera de vidrio, la cual contenía Nitroglicerina y tenía una espoleta que al mismo tiempo le servía de empuñadura. La esfera estaba recubierta con un poderoso adhesivo para poder adherirla a los bajos de los vehículos. Se fabricaron 2,5 millones de unidades.
- PIAT: Lanzagranadas antitanque portátil, que utilizaba la energía de un fuerte muelle comprimido para disparar el proyectil y volverse a amartillar. Se fabricaron 115.000 unidades.
- Mina lapa: Un clase de Mina marina que se adhería magnéticamente a los cascos de los barcos. Su nombre lo recibe por el parecido de su forma a una Lapa marina.
- Clam (Almeja): Versión en miniatura de la mina lapa. Un pequeño artefacto magnético que se detonaba con un detonador de retardo o algún sistema de tiempo.
- Lápiz de tiempo: Espoleta de tiempo con forma de lápiz o bolígrafo diseñado para ser conectado a detonadores o mechas de longitud corta. También se referían a ellos como "interruptores".
- Interruptor de retardo de plomo (Interruptor N.º9): Un tipo más preciso de "Lápiz de tiempo"  que usaba las propiedades de la Deformación por fluencia lenta del plomo para su funcionamiento.
- Bomba Johnnie Walker: Artefacto explosivo que se lanzaba desde un avión. Cuando la bomba entraba en el agua se hundía para volver a salir a la superficie, se volvía a hundir y volvía a salir a flote, y así repetidas veces. Con ello se conseguía (o se pretendía) que la bomba golpease en la parte inferior del buque bajo el agua, lo que haría estallar la carga de Torpex que llevaba en su ojiva.